# Programautomatik
Programautomatik är en funktion i en kamera som innebär att programmet väljer en lämplig kombination av bländare och slutartid automatiskt. Moderna kameror har ofta ett flertal program att välja med, till exempel för porträtt, landskapsbilder, bilder med mycket rörelse, motljusbilder m.m.
Jämför med bländarautomatik där fotografen väljer slutartid och kameran ställer in lämplig bländare och slutartidsautomatik där fotografen väljer bländare och kameran ställer in lämplig slutartid.
Kortfattad beskrivning av några vanliga program och dess vanligaste symboler på kameran (kan variera mellan olika kameror och tillverkare), och ibland räknas inte blixtinställningarna som egna program:

## Normalprogram (P)
Kameran väljer en tid/bländarkombination som passar för de flesta typer av fotografering, skärpedjupet är måttligt och normala ljusförhållanden antas. Oftast prioriteras rimliga slutartider framför skärpedjupet vid dåliga ljusförhållanden. Detta för att minska risken för skakningsoskärpa. Exponeringen regleras med både bländare och slutartid. Användaren har ofta möjlighet att justera tid/bländarkombinationen stegvis för att till exempel skapa en känsla av rörelse genom att välja längre slutartider och samtidigt mindre bländaröppning, eller frysa snabba rörelser genom att välja kortare slutartid och samtidigt större bländaröppning.

## Porträttprogram (Ansikte)
Kameran väljer stor bländare, vilket ger god skärpa på motivets avstånd men gör detaljer i bilden framför och bakom motivet diffusa. Exponeringen regleras framför allt med slutartiden.

## Landskapsprogram (Berg)
Kameran väljer en liten bländare, vilket ger stort skärpedjup. Exponeringen regleras framför allt med slutartiden, men vissa kameror prioriterar rimliga slutartider framför stort skärpedjup vid dåliga ljusförhållanden.

## Sport/Actionprogram (Löpare)
Kameran prioriterar korta slutartider för att "frysa" motiv i rörelse. 

## Närbildsprogram (Tulpan)
Kameran prioriterar korta slutartider för reducera risken för skakningsoskärpa, vilken ökar då avståndet mellan kamera och motiv är litet. Ibland ställer denna funktion även om objektivet i makroläge.

## Motljusprogram (Sol + eventuellt något mer)
Motsvarar ungefär normalprogrammet, men ger en avsiktlig överexponering på ett par bändarsteg. Avsett att användas om bakgrunden är ljusare än motivet. Motivet blir mer korrekt exponerat till priset av att bakgrunden blir för ljus.

## Kvällsprogram (Måne + eventuellt något mer)
Ett blixtprogram som ger normal eller nästan normal exponering av bakgrunden (Vid blixfotografering med normalprogram blir en ljussvag bakgrund ofta svart). Kallas ibland även upplättningsblixt, även om det egentligen är en egen term.

## Upplättningsblixt/Utfyllnadsblixt (Blixt)
Program som tvingar kameran att alltid utlösa blixten även om den enligt kamerans ljusmätare inte behövs. Används för att lätta upp mörka motiv nära kameran mot ljus bakgrund.

## Avstängd blixt (Blixt med "förbudsmärke" över)
Används till exempel om motivet ligger bortom blixtens räckvidd och kamerans ljusmätare anger att blixt bör användas. Man väljer då att istället acceptera den längre slutartid som krävs utan blixt.